# Stenostomum aristatum
Stenostomum aristatum är en måreväxtart som beskrevs av Nathaniel Lord Britton. Stenostomum aristatum ingår i släktet Stenostomum och familjen måreväxter. Inga underarter finns listade i Catalogue of Life.